# Château Rouge (stanice metra v Paříži)

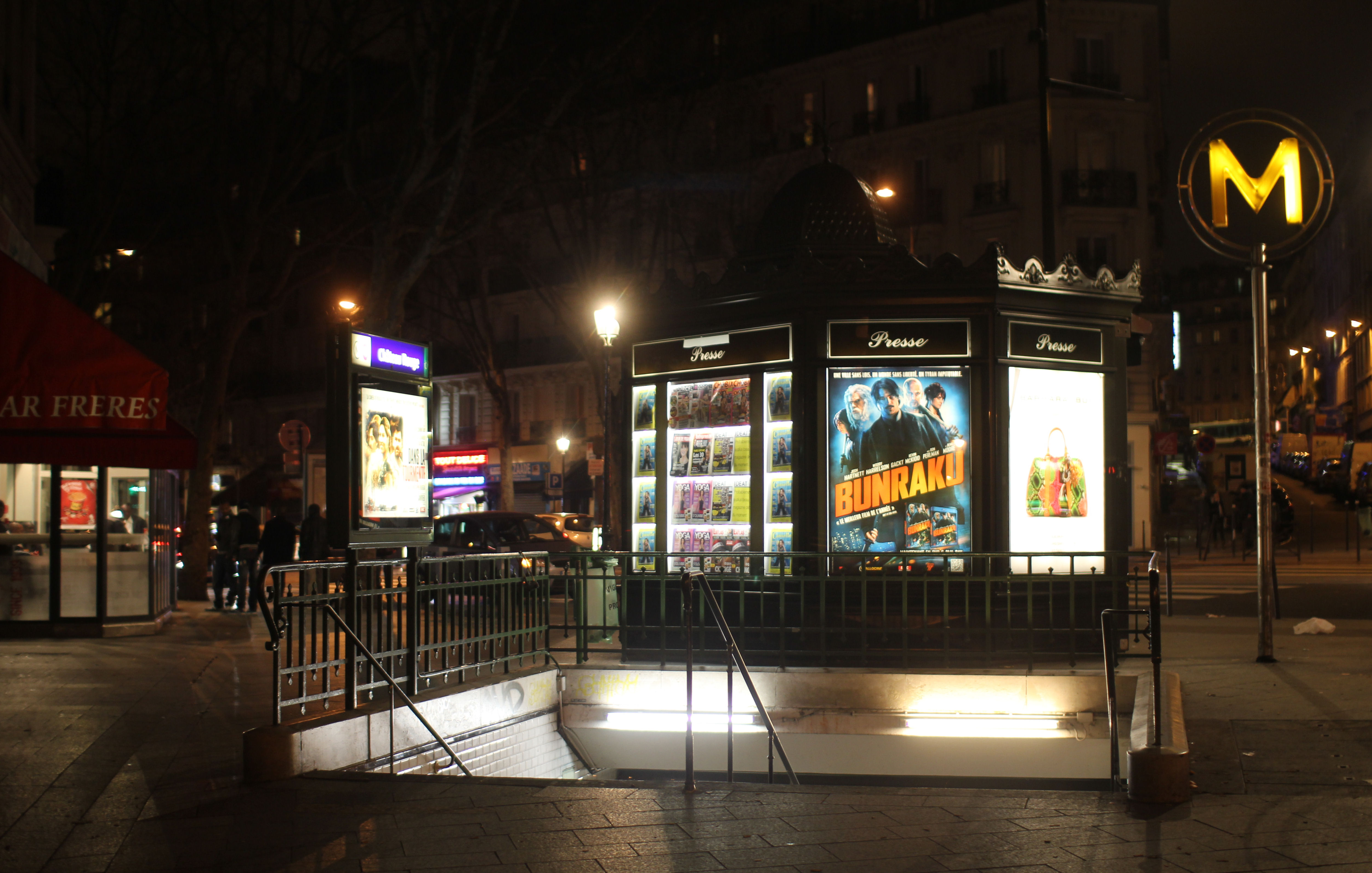
Vstup do stanice

Château Rouge je nepřestupní stanice pařížského metra na lince 4 v 18. obvodu. Nachází se na náměstí Place du Château Rouge, kde se kříží ulice Boulevard Barbès, Rue Poulet a Rue Custine.

## Historie
Stanice byla otevřena 21. dubna 1908 jako součást nejstaršího úseku linky 4 mezi stanicemi Porte de Clignancourt a Châtelet.

## Název
Jméno stanice Château Rouge znamená česky Červený zámek a je pojmenováno podle historické čtvrti, ve které se stanice nachází. Samotný zámek byl zbořen v roce 1875 a zbylo po něm jen pomístní jméno.